# Musée Galliera
Il Musée Galliera, anche conosciuto come Musée de la Mode de la Ville de Paris è un museo dedicato alla moda, situato al Avenue Pierre-Ier-de-Serbie 10 di Parigi, in Francia. È aperto tutti i giorni ad eccezione del lunedì.

## Storia
Marie Brignole Sale de Ferrari, duchessa di Galliera, divenne erede di un'immensa fortuna dopo la morte del marito, il duca di Galliera, nel 1876. La duchessa decise di costruire a sue spese un museo aperto al pubblico per ospitare la sua collezione di opere d'arte su un terreno di 17.600 m² che le apparteneva per eredità accanto a una piccola piazza. Secondo i suoi desideri, un notaio preparò un atto di donazione per consegnare l'appezzamento di terreno allo Stato francese. Tuttavia, dopo la registrazione e l'accettazione del dono con decreto presidenziale del 30 agosto 1879, si scoprì che il notaio aveva commesso un grave errore. Invece di fare la donazione alla Francia, l'atto fu registrato come dono alla città di Parigi. Non potendo modificare l'atto a questo punto, la donazione rimase come scritta. Alla fine donò la sua collezione di opere d'arte al Palazzo Rosso di Genova e l'edificio e la piazza alla città di Parigi.
La costruzione del museo iniziò il 28 maggio 1879 su progetto sfarzoso dell'architetto Léon Ginain, che ne curò anche la realizzazione. Nel 1884, la duchessa donò alla città di Parigi 6,5 milioni di franchi per i lavori già eseguiti e per i fondi necessari al completamento.
La duchessa morì il 6 dicembre 1888, i lavori furono finalmente completati il 27 febbraio 1894 e la città di Parigi ricevette il Musée Brignole-Galliera e la piazza il 1º luglio 1894.
Fu inaugurato il 19 dicembre 1895 come Museo d'Arte Industriale.

## L'edificio
L'architetto Léon Ginain progettò in stile Beaux-Arts sulla base del palazzo che la duchessa Galliera possedeva a Genova. L'edificio presenta una facciata in pietra scolpita ispirata allo stile rinascimentale italiano e sostenuta da una struttura in acciaio realizzata dalla società di Gustave Eiffel. Sulla facciata dell'Avenue du Président-Wilson si trovano le statue che rappresentano la Pittura di Henri Chapu, l'Architettura di Gabriel-Jules Thomas e la Scultura di Jules Cavelier. All'interno, i mosaici del pavimento e della cupola sono opera di Giandomenico Facchina.

## Collezione ed esposizione
Il museo è stato inaugurato nel 1977 all'interno di un palazzo del XIX secolo di proprietà della Duchessa di Galliera, ed al suo interno sono esposte sia esposizioni temporanee che collezioni permanenti di moda e costume francese dal diciottesimo secolo ad oggi. Il museo conta all'incirca 70.000 pezzi, organizzati nel seguente modo:
- Abbigliamento - dal diciottesimo secolo ad oggi, inclusi abiti appartenuti alla regina Maria Antonietta d'Asburgo-Lorena, al re Luigi XVII, alla imperatrice Giuseppina, gli abiti indossati da Audrey Hepburn in Colazione da Tiffany (1961), e capi di abbigliamento resi celebri da stilisti come Balenciaga, Pierre Balmain, Anne-Marie Beretta, Sonia Delaunay, Christian Dior, Jacques Fath, Mariano Fortuny, Jean Paul Gaultier, Givenchy, Paco Rabanne, Yves Saint Laurent, Elsa Schiaparelli e Elisabeth de Senneville.
- Biancheria - una collezione di biancheria maschile e femminile dal diciannovesimo secolo ad oggi.
- Accessori - inclusi gioielli, bastoni da passeggio, cappelli, ventagli, borsette, sciarpe, guanti (incluso un paio appartenuto a Sarah Bernhardt) ed ombrelli.
- Arti grafiche e fotografia - bozzetti, disegni, fotografie, pubblicità, ecc.